# Haintalviadukt

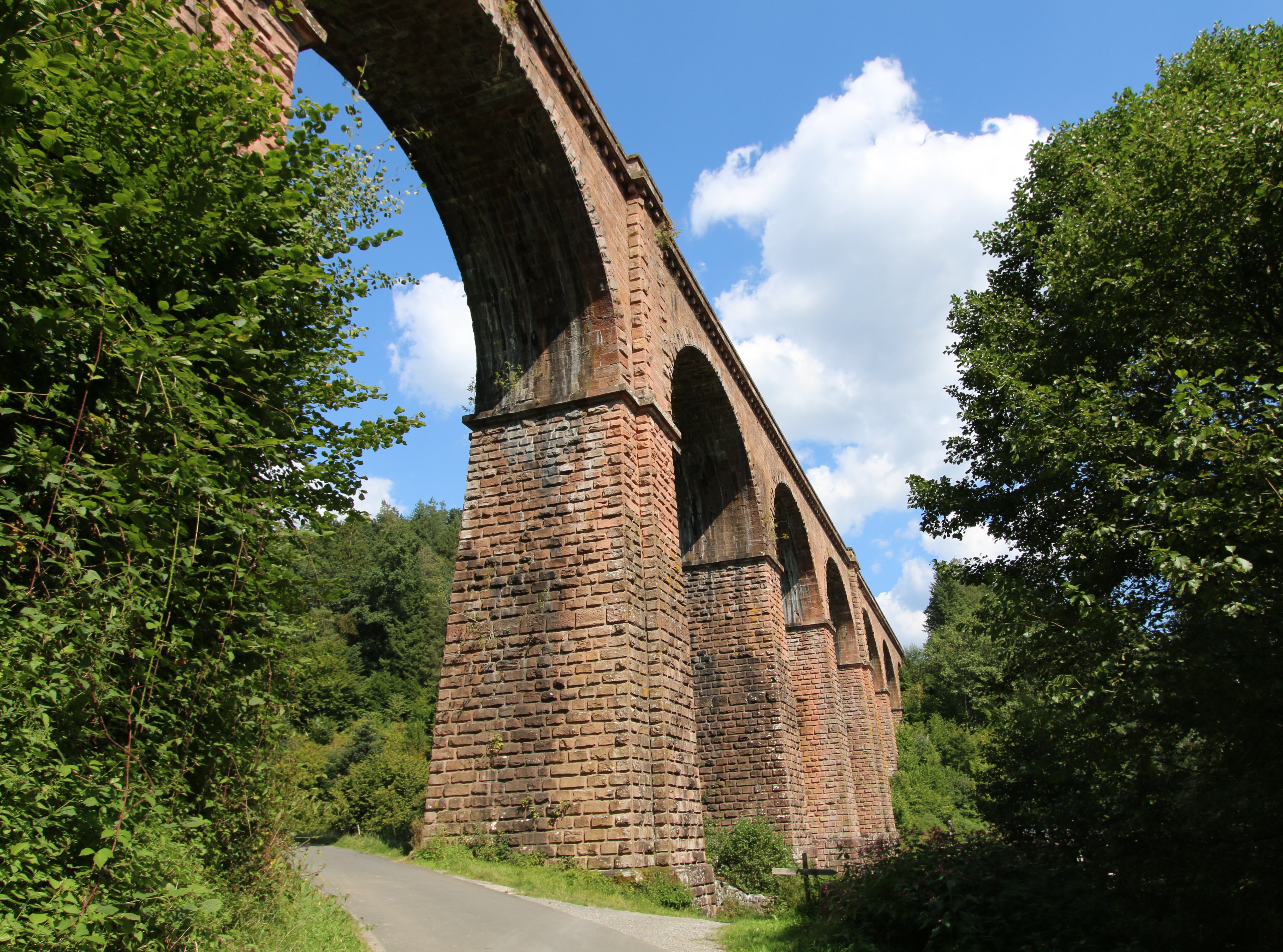
Haintalviadukt, Brückenpfeiler (Höhe 32 m) und Rundbögen aus Buntsandstein

Das Haintalviadukt ist eine Eisenbahnbrücke der Odenwaldbahn auf der Gemarkung von Kailbach, Ortsteil der Stadt Oberzent, im Odenwaldkreis im südlichen Odenwald.

## Lage
Das Haintalviadukt liegt zwischen dem Haltepunkt Hesseneck Kailbach und dem ehemaligen Haltepunkt Friedrichsdorf (b. Eberbach), wenige Meter vor der Landesgrenze zwischen Hessen und Baden-Württemberg auf hessischer Seite, aber gegenüber von Friedrichsdorf, einem Ortsteil von Eberbach.

## Bau

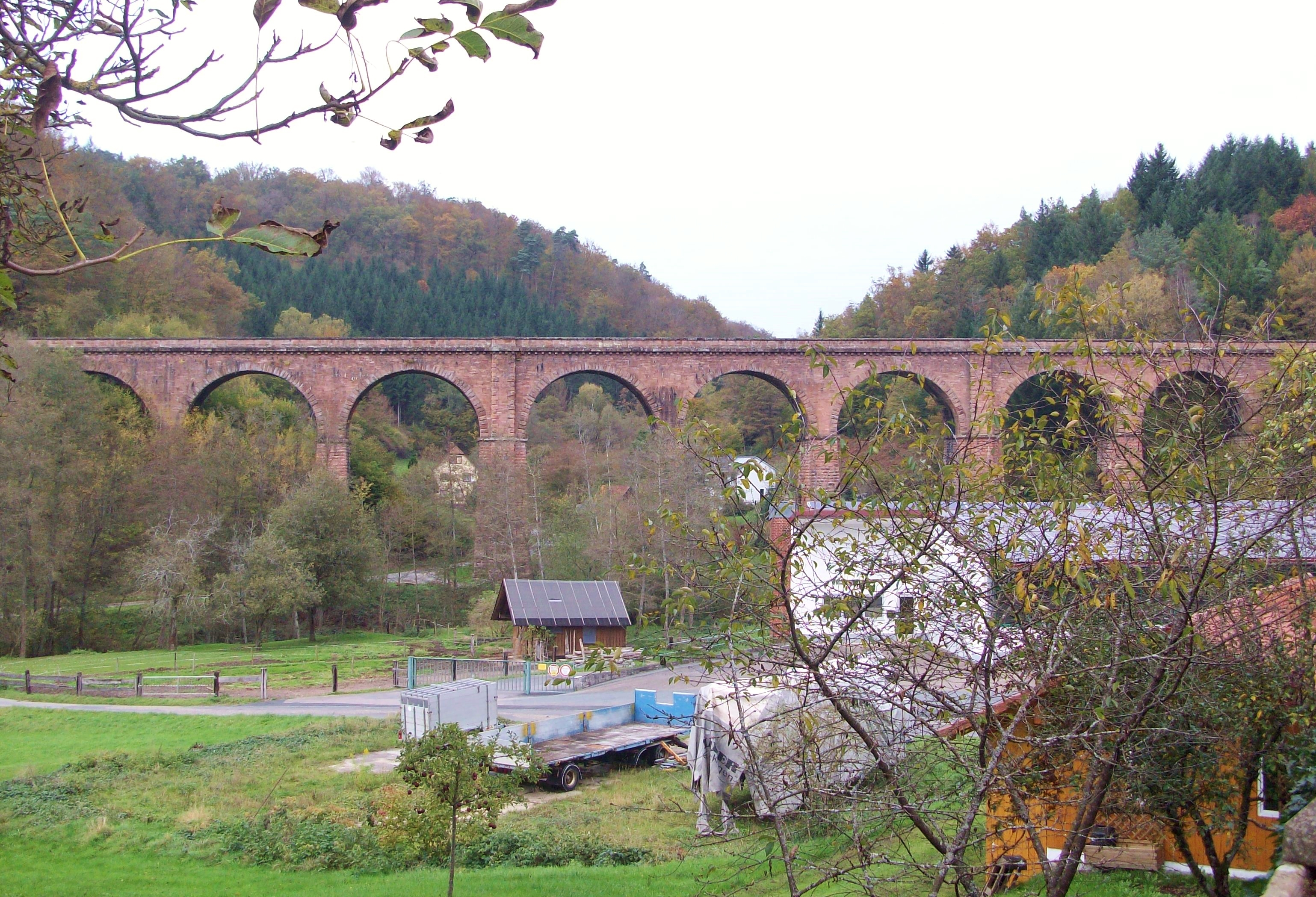
Das Haintalviadukt der Odenwaldbahn

Das 173 Meter lange und 32,5 Meter hohe Haintalviadukt überspannt das gleichnamige Seitental der Itter und ist in seiner Bauweise eine verkleinerte Kopie des Himbächel-Viaduktes an der gleichen Strecke. Errichtet wurde es von Mai 1880 bis November 1881 vermutlich von der Baufirma Carl Weisshuhn aus Troppau in Schlesien. Die Brücke besteht aus neun Bögen mit 15 Metern lichter Weite, die zu drei Gruppen zu je drei Bögen zusammengefasst sind. Die sonst am Kämpfer 3 Meter starken Pfeiler sind zwischen den drei Bogengruppen auf 5 Meter verstärkt. Rund 8500 m³ Buntsandstein wurden verbaut. Die Baukosten betrugen 170.000 Goldmark. Davon entfielen 15.000 Mark allein für das Baugerüst. Insgesamt wurden dafür 422 m³ Holz verbaut. Dem Verkehr wurde die Talbrücke zusammen mit der Eröffnung des Streckenabschnittes Kailbach–Eberbach am 27. Mai 1882 übergeben. Die Bahnstrecke ist bis heute (Stand: 2021) in Betrieb.
Das Haintalviadukt ist als Kulturdenkmal ausgewiesen. Wie das Himbächel-Viadukt ist das Bauwerk ein beliebtes Fotomotiv im Naturpark Neckartal-Odenwald. Aufgrund der Vegetation im Umfeld gelingen die besten Fotos im Winter sowie im Frühjahr.